# Provincia di Hato Mayor

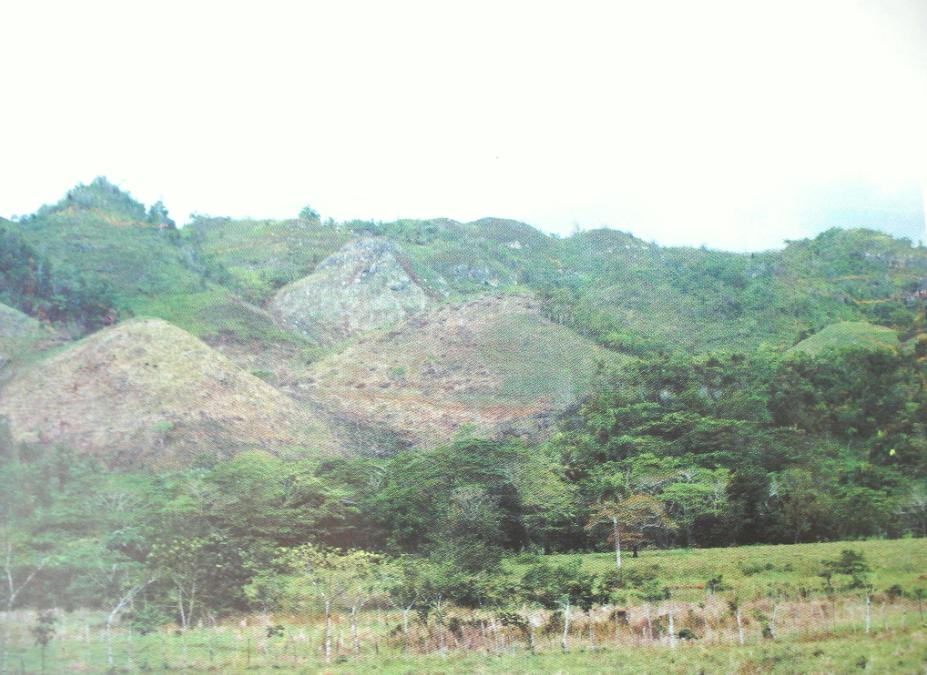
Vista della Cordillera Oriental nel Parco nazionale Los Haitises.

Hato Mayor è una delle 32 province della Repubblica Dominicana. Il suo capoluogo è Hato Mayor del Rey.

## Geografia antropica

### Suddivisioni amministrative

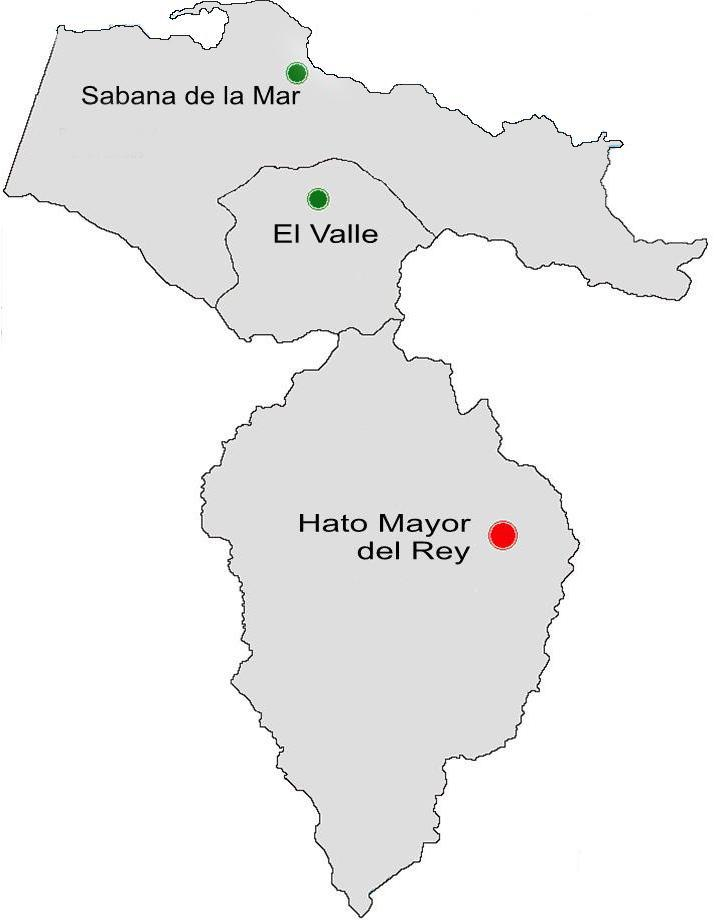
Divisione amministrativa.

La provincia si suddivide in 3 comuni e 4 distretti municipali (distrito municipal - D.M.):
- Hato Mayor del Rey
- Sabana de la Mar
- El Valle